# Heller-Lamellenzahnratte
Die Heller-Lamellenzahnratte (Otomys helleri) ist ein endemisch in Äthiopien verbreitetes Nagetier in der Gattung der Lamellenzahnratten. Das Taxon wurde ursprünglich als Unterart der Mount-Elgon-Lamellenzahnratte (Otomys jacksoni) beschrieben und zählte längere Zeit als Synonym der Äthiopischen Lamellenzahnratte (Otomys typus).

## Merkmale
Erwachsene Exemplare sind ohne Schwanz 123 bis 185 mm lang, die Schwanzlänge beträgt 68 bis 95 mm und die Hinterfüße erreichen 23 bis 30 mm Länge. Gewichtsangaben fehlen und die Ohren sind 20 bis 24 mm lang. Kennzeichnend sind ein kräftiger Körper, ein gedrungener Kopf und ein zottiges Fell. Dieses ist oberseits dunkelbraun gefärbt. Wie bei vielen Gattungsvertretern sind zwei tiefe Rillen auf der Vorderseite der unteren Schneidezähne vorhanden. Im Gegensatz zur Äthiopischen Lamellenzahnratte gibt es keine Rillen in den oberen Schneidezähnen. Bei Arten besitzen einen diploiden Chromosomensatz mit 54 Chromosomen (2n=54), jedoch sind andere Merkmale des Karyotyps abweichend.

## Verbreitung und Lebensweise
Die Heller-Lamellenzahnratte lebt im zentralen Hoch- und Bergland von Äthiopien östlich des afrikanischen Grabenbruchs. Sie hält sich in Landschaften mit Gras und Büschen auf. Teilweise kommt eine Überschneidung mit dem Revier der Yalden-Lamellenzahnratte (O. yaldeni) vor.
Vermutlich ist die Art zwischen Morgen- und Abenddämmerung aktiv.

## Gefährdung
Die Umwandlung der Landschaft in Acker- und Weideflächen bedroht den Bestand. Von zu Beginn des 20. Jahrhunderts vorhandenen Wäldern gibt es nur noch etwa 10 Prozent. Unabhängig davon hat die Heller-Lamellenzahnratte ein großes Verbreitungsgebiet. Die IUCN listet sie als nicht gefährdet (least concern).